# لورا لیتون
 لورا لیتون (انگلیسی: Laura Leighton؛ زادهٔ ۲۴ ژوئیهٔ ۱۹۶۸) یک هنرپیشه اهل ایالات متحده آمریکا است. وی از سال ۱۹۹۳ میلادی تاکنون مشغول فعالیت بوده‌است.
از فیلم‌های معروف او می‌توان به مجموعه دروغ‌گوهای کوچک زیبا اشاره کرد.